# Clearwater, Florida
Clearwater är en stad, och administrativ ort, i Pinellas County i Florida i USA. Staden är den minsta av de tre städer som utgör Tampa Bay-området. De andra två är Tampa och St. Petersburg. Clearwater har drygt 108 000 invånare, men hela Tampa Bay-området har en folkmängd på runt 2,7 miljoner. 

## Scientologerna i Clearwater
I slutet av 1970-talet etablerade Scientologikyrkan sitt internationella andliga högkvarter i staden. Organisationen köpte, under namnet "United Churches of Florida", Fort Harrison Hotel. Först efter att köpet var genomfört insåg invånarna och kommunfullmäktige att det var Scientologikyrkan som var köparen och en grupp medborgare ledda av borgmästaren Gabe Cazares ledde en kampanj för att hindra Scientologikyrkan att etablera sitt högkvarter i staden. Förhållandet mellan Scientologikyrkan och invånare har till och från varit kantat av kontroverser.

## Högre utbildning
- Clearwater Christian College
- St. Petersburg College
- Everest University
- Pinellas Technical Education Center

## Källor

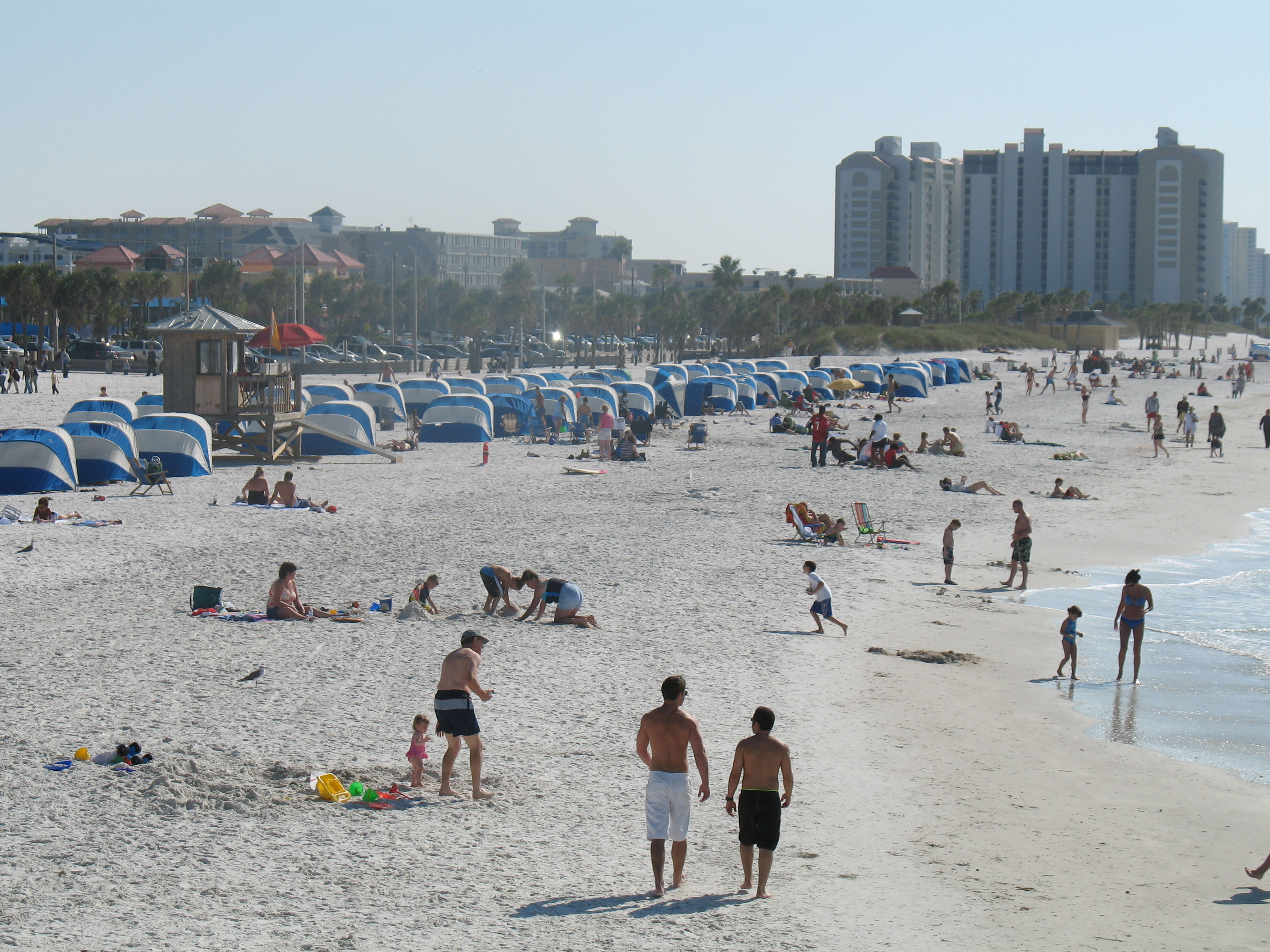
Clearwater Beach.